# Joan Bertran i Reguera
Joan Bertran i Reguera (Barcelona, 15 d'abril de 1934 - Barcelona, 15 d'agost de 2019) va ser un enginyer industrial, gestor empresarial i egiptòleg català.
Doctor en Enginyeria Industrial i diplomat en Alta Direcció i Administració d'Empreses, va treballar a l'Ajuntament de Barcelona entre els anys 1972 i 1978, i a la Generalitat de Catalunya des del 1978 fins al 2004. Fou president del Consorci del Ferrocarril Turístic de l'Alt Llobregat des del 2000 fins al 2004, i secretari de la Societat Catalana d'Egiptologia. Va formar part de la Junta Directiva de la Federació APPS, posteriorment Dincat, entre 2000 i 2005, i de la Federació ECOM Barcelona entre el 2004 i el 2007. També va estar vinculat a l'Associació Esclat de Barcelona des de 1979, una associació de la qual fou el president durant vint-i-set anys i darrerament era el president d'honor.